# فلهوفتسي
فلهوفتسي (بالبلغارية: Влайчовци)‏ قرية تقع إدارياً ضمن بلدية غابروفو ‏ في بلغاريا. ويبلغ عدد سكانها 21 نسمة حسب تعداد 15 مارس 2015. تعتمد فلهوفتسي للبريد على الرمز البريدي 5344.